# 西區 (濱松市)

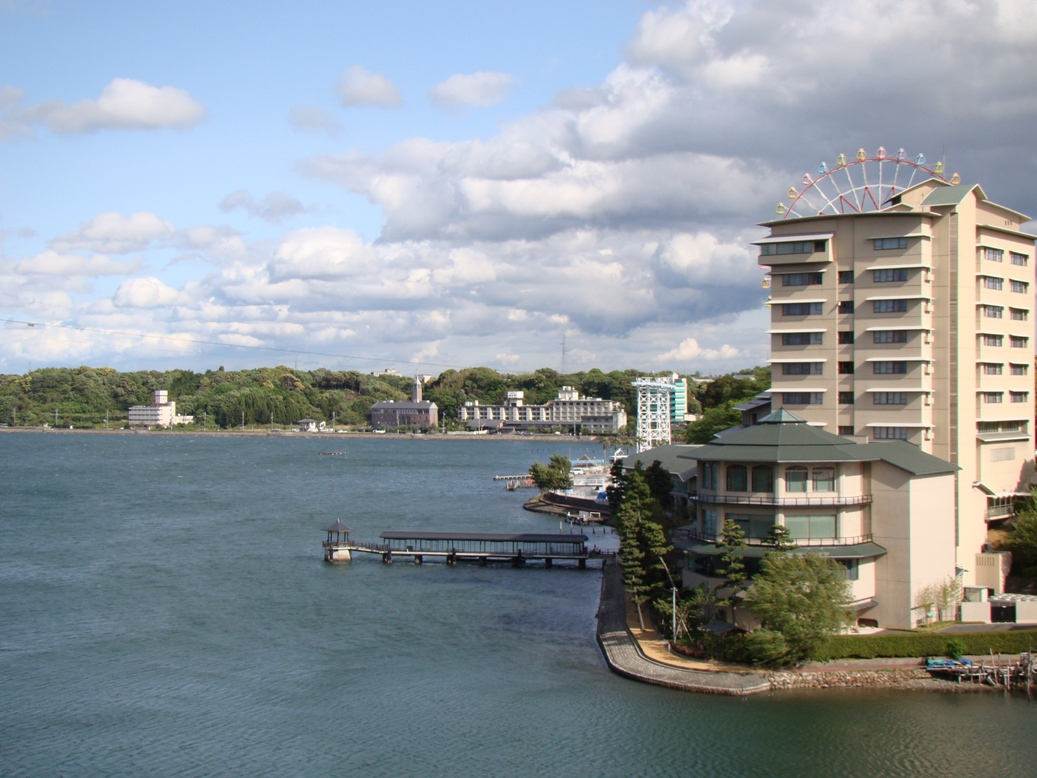
濱名湖與舘山寺溫泉街

西區（日语：／ Nishi ku */?）為2007年4月1日靜岡縣濱松市所設立的行政区之一。該區範圍為濱松市西南部與濱名湖東岸。2024年1月1日併入新成立的中央區。